# Comabella (Sant Guim de la Plana)
|  | Per a altres significats, vegeu «Comabella». |

Comabella és un entitat de població del municipi de Sant Guim de la Plana, a la comarca de la Segarra.
El llogaret o poble se situa al sud del terme municipal en una serreta, que en marxa cap a ponent, és emmarcada per turons. Al nord, pel Tossal Gran, al nord-est pel Tossal Llarg. El límit meridional del terme està format pel curs del Clot de la Font, un barranc sec gairebé sempre que es forma al sud-est del poble de Viver de Segarra. La carretera veïnal que passa per Viver de Segarra fins a arribar a la LV-3003 és la seva principal via de comunicació.

## Història
El topònim prové del substantiu orogràfic "coma" i l'adjectiu "bella". Les primeres referències trobades daten del segle xi. Manté la tipologia medieval comú a altres poblacions de la comarca, com el nucli circular, els carrerons interiors i un carrer exterior que mena al pla interior. Gairebé totes les famílies del llogaret hi tenen una ascendència arrelada.

## Llocs d'interès

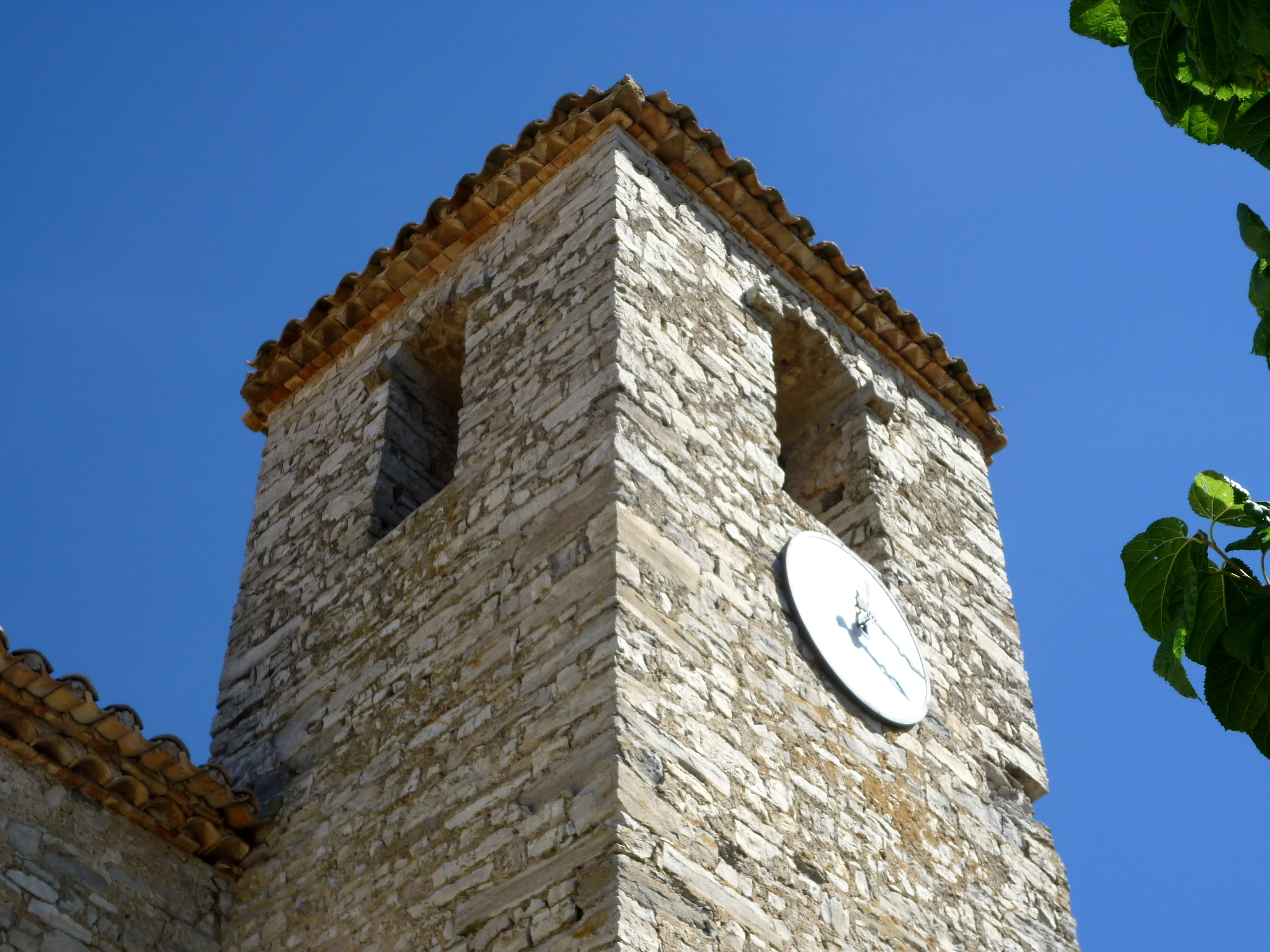
Campanar de Sant Esteve de Comabella

- L'església de Sant Salvador, coneguda també com Sant Esteve de Comabella és de petites dimensions. Es pot llegir la data del 1818. La torre del campanar se situa al sud-oest de l'edifici i és de planta quadrangular.[4]